# El Clon
El Clon é uma telenovela colombiana produzida pela Telemundo e exibida entre 15 de fevereiro a 29 de outubro de 2010, substituindo Más Sabe el Diablo e antecedendo Aurora em 184 capítulos. A telenovela é uma produção de Hugo León Ferrer e é um remake da telenovela brasileira, O Clone, de Gloria Perez, exibida entre 2001 e 2002 na Rede Globo.
Apresenta Mauricio Ochmann, Sandra Echeverría, Géraldine Zivic, Saúl Lisazo e Juan Pablo Raba nos papéis principais.

## Sinopse
Por causa da morte repentina de sua mãe nos EUA, Jade voltou a viver em Marrocos, com sua família, não imaginando que iria encontrar o homem que o destino designou como seu único amor. Ela sente-se forçado a uma cultura muçulmana que está além da sua idade, mas graças à sensualidade de sua dança, o dono do seu coração vem como um estranho para cair no amor à primeira vista. Jade, tem uma beleza e graça na dança com seus movimentos, que deixa Lucas louco quando a ver dançar.
Tio Ali, um defensor de costumes muçulmanos pode enfrentar o mundo se opor a essa união que é abençoada pelos seus religião. Tio Ali será o inimigo do amor de Jade e Lucas, em seguida, como prescrito pela sua cultura, não permitir que um estranho para quebrar as regras do Alcorão, e assim um casamento arranjado com suas duas sobrinhas e Said Mohaamed.
Lucas é um homem que vive entre os luxos para o sucesso de Leonardo Ferrer, seu pai, e a influência das suas empresas de exportação, um sonhador que sonha em ser músico, quando sua família tenta convencê-lo a tornar-se um homem de negócios. Diego é o oposto de seu irmão gêmeo e é o candidato a herdar o império de Leonardo, um conquistador alegre e empreendedor que terminou envolvido em uma luta sem tréguas com o pai, por uma mulher.
Infelizmente, para Leonardo, Diego morre em um acidente quando ele vai visitar sua namorada, Marisa, uma situação que se torna o obstáculo de um amor que prometeu para lidar com os projetos de lei divina. Lucas, dor para fins demora o seu caso de amor com Jade e forças entre a vergonha eo pecado oculto, para se casar com Said. Lucas e Jade são separados pela primeira vez em uma tentativa final que parece sob ameaça de morte, e ele toma o lugar de seu irmão em negócio como ao lado de sua namorada, Marisa.
Os erros não terminar sua história, e no fim Jade e Lucas tentam reviver seu amor, até que a presença de dois separar novamente e forçá-los a ir para uma casa que eles escolheram por causa da maldade. Enquanto isso, em Miami, o cientista Augusto Albieri, perturbado pela morte de Diego, o segredo clone de Lucas… e ele vai unir o amor mítico fazer Jade e Lucas dedicar uma lenda mágica escrito pelo destino.

## Elenco
| Ator                     | Personagem                                      |
| ------------------------ | ----------------------------------------------- |
| Mauricio Ochmann         | Lucas Ferrer                                    |
| Mauricio Ochmann         | Diego Ferrer                                    |
| Mauricio Ochmann         | Daniel Padilla                                  |
| Sandra Echeverría        | Jade Mebárak de Hashim / Jade Mebárak de Ferrer |
| Saúl Lisazo              | Leonardo Ferrer                                 |
| Géraldine Zivic          | Cristina Miranda                                |
| Roberto Moll             | Augusto Albeiri                                 |
| Andrea López             | Maria Luisa "Marisa" Antonelli de Ferrer        |
| Juan Pablo Raba          | Saíd Hashim                                     |
| Daniel Lugo              | Alí Mebárak                                     |
| Tiberio Cruz             | Zein                                            |
| Carlos Barbosa Romero    | Abdul Hashim                                    |
| Lucy Martínez            | Mamá Rosa                                       |
| Luz Stella Luengas       | Zoraida de Mebárak                              |
| Mijail Mulkay            | Mohámed Hashim                                  |
| Adriana Romero Henríquez | Luisa de Albieri                                |
| Andrea Montenegro        | Nazira Hashim                                   |
| Carla Giraldo            | Latiffa Mebárak de Hashim                       |
| Indhira Serrano          | Dora Encarnación Padilla                        |
| Pedro Telémaco           | Osvaldo Medina                                  |
| Carmen Marina Torres     | Doña Stella vda. de Padilla                     |
| Christian Tappan         | Raúl Escobar                                    |
| Liliana González         | Clara                                           |
| Laura Perico             | Natalia Ferrer Antonelli                        |
| Roberto Manrique         | Alejandro "Snake" Cortez                        |
| Gary Forero              | Pablo                                           |
| Linda Lucía Callejas     | Gloria                                          |
| Álex Rodríguez           | Julio                                           |
| Estefanía Gómez          | Vicky                                           |
| Victoria Góngora         | Lucía del Valle                                 |
| Didier van der Hove      | Roberto del Valle                               |
| Sara Corrales            | Karla Pérez                                     |
| Luly Bossa               | Hilda Pérez                                     |
| Sandra Beltrán           | Alicia                                          |
| Majida Issa              | Rania                                           |
| Juan David Agudelo       | Fernando Escobar                                |
| Valeria Chagüi           | Jadiya Hashim Mebárak                           |
| Mónica Uribe             | Andrea del Valle                                |
| Daniela Barrios          | Zamira Hashim Mebárak                           |
| Santiago Sánchez         | Amín Hashim Mebárak                             |
| Abel Rodríguez           | Enrique "Ricky"                                 |
| Nini Yohana Pabón        | Carolina                                        |
| Paula Barreto            | Amalia Santos                                   |
| Juliana Posso            | Amina                                           |
| Andrea Ribelles          | Paula                                           |
| Claudia Torres           | Consuelo                                        |
| Néstor Alfonso Rojas     | Armando Ramos                                   |
| Jairo Guerrero           | Ramoncito                                       |

### Personagens secundários
- Santiago Gómez - Carlos
- Cristina García - Karima
- Jeimy Ramírez - Anita
- Mara Echeverry - Dra. Silvia
- Magdiel Rojas - Norma
- Antonio Jiménez - Policial
- Fabio Enrique Camero - Detetive Peláez
- Diana Mendoza - Diana
- Leonardo Acosta - Rogelio
- Lina Urueña - Sumaya
- Guillermo Villa - Padre Andrés
- Alfonso Rojas - Armando Ramos
- Juan Manuel Díaz - Felipe Manrique
- Omar Antonio Gonzales
- Juan Jacob Isaza
- Consuelo Moure
- Zoraida Duque
- Carolina Ramos
- Eliana Salazar
- Yaneth Aldana
- Angie Acuesta
- Nicolás Núñez
- Verónica Ramírez
- Edwin Chavarriaga
- Daniel Santos
- Catherine Galindo
- Herman Sánchez
- Juan Carlos Restrepo
- Cristina García
- Milena Granados - Irmã de Karla
- Víctor Hugo Morant

## Audiência
Na sua estreia, marcou 7 pontos de audiência, sendo vista por uma média de 1,4 milhões de espectadores.